# Jardin Paul-Nizan
Le jardin Paul-Nizan est un espace vert du 13e arrondissement de Paris, en France.

## Situation et accès
Le jardin est accessible par le 9, rue de l'Industrie.
Il est desservi par la ligne 7 à la station Maison Blanche.

## Origine du nom
Il porte le nom de Paul Nizan (1905-1940), romancier, essayiste, journaliste, traducteur et philosophe français, mort au combat à Recques-sur-Hem.

## Historique
Le jardin est créé en 2007. 
Ce site s'est précédemment appelé « jardin Tage-Industrie » du fait de sa proximité avec ces deux rues.